# Рікардія низькогранелиста
Рікардія низькогранелиста (Riccardia chamedryfolia) — це вид печіночника, наземної рослини, яка була адаптована акваріумістами як декоративна рослина для прісноводних акваріумів. Росте у вологих лісах південно-східних районів Азії, але зараз широко поширений по всьому світу.

## Характеристики

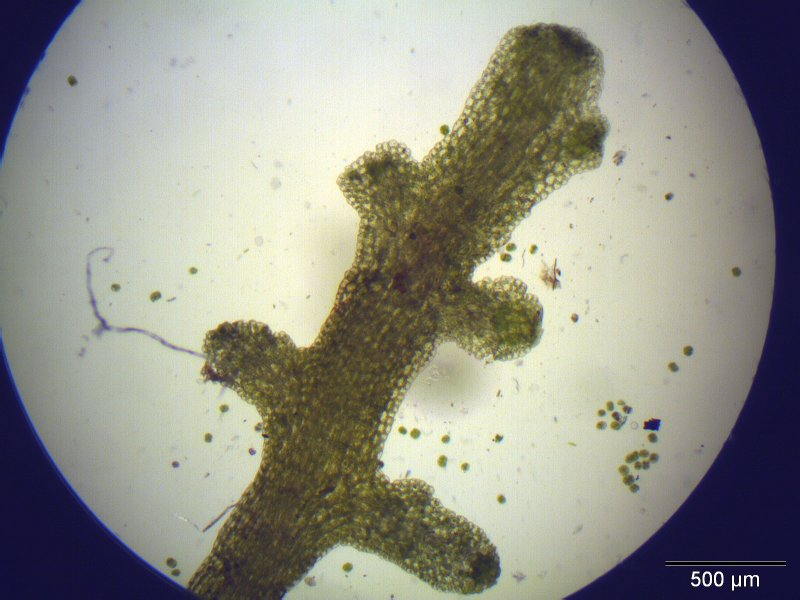
Талом під мікроскопом

Повзучі або злегка висхідні пластинки Riccardia chamedryfolia забарвлені від темно- до оливково-зеленого. Вони часто блідо-зелені на кінчиках. Таломи неправильної форми також від 1 до 3 разів перисті з подекуди довшими, іноді ширшими язикоподібними гілками талому, які можуть досягати довжини до 4 мм і ширини до 1,5 мм. У середній частині вони мають товщину приблизно від 4 до 8 клітинних шарів. На відміну від Riccardia multifida, краї талому характеризуються від 0 до 1 ряду гіалінових клітин. Тому вони не виглядають прозорими, коли через них проходить світло. Верхівки талому заокруглені. Майже в усіх клітинах епідермісу є від 1 до 3 коричневих масляних тілець. Окрім коротких чоловічих гілок, є також коротші жіночі гілки, які мають вії.